# Simandres
Pour les articles homonymes, voir Simandre.
Simandres est une commune française, située dans le département du Rhône en région Auvergne-Rhône-Alpes.

## Géographie

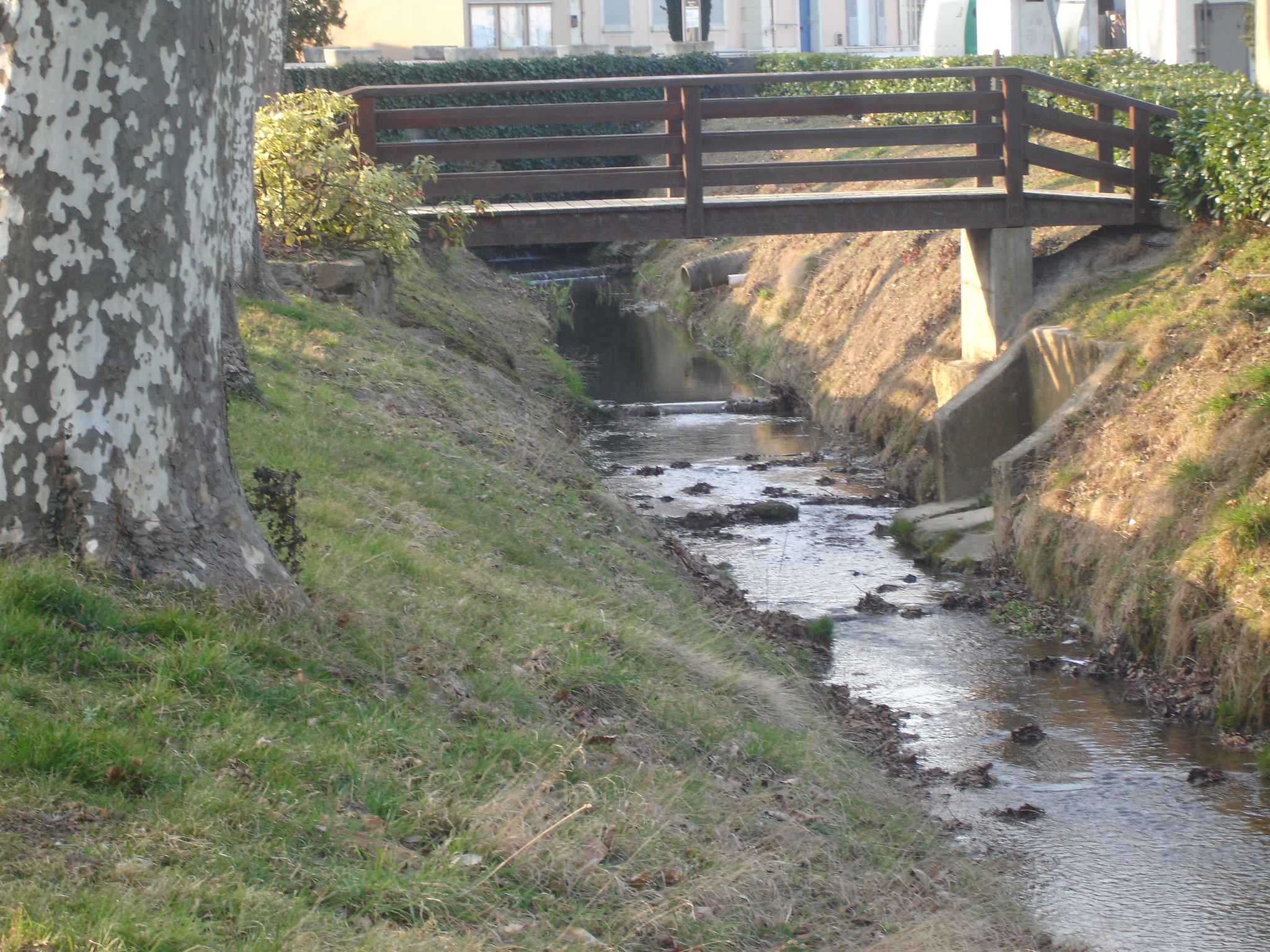
La passerelle vers l'école.

Simandres fait partie des communes dites de l'Est lyonnais.

### Climat
Pour des articles plus généraux, voir Climat d'Auvergne-Rhône-Alpes et Climat du Rhône.
En 2010, le climat de la commune est de type climat méditerranéen altéré, selon une étude du Centre national de la recherche scientifique s'appuyant sur une série de données couvrant la période 1971-2000. En 2020, Météo-France publie une typologie des climats de la France métropolitaine dans laquelle la commune est dans une zone de transition entre le climat semi-continental et le climat de montagne et est dans une zone de transition entre les régions climatiques « Bourgogne, vallée de la Saône » et « Nord-est du Massif Central ». 
Pour la période 1971-2000, la température annuelle moyenne est de 12,2 °C, avec une amplitude thermique annuelle de 18,1 °C. Le cumul annuel moyen de précipitations est de 799 mm, avec 8,9 jours de précipitations en janvier et 6 jours en juillet. Pour la période 1991-2020, la température moyenne annuelle observée sur la station météorologique de Météo-France la plus proche, « Luzinay », sur la commune de Luzinay à 7 km à vol d'oiseau, est de 12,7 °C et le cumul annuel moyen de précipitations est de 928,1 mm,. Pour l'avenir, les paramètres climatiques de la commune estimés pour 2050 selon différents scénarios d'émission de gaz à effet de serre sont consultables sur un site dédié publié par Météo-France en novembre 2022.

## Urbanisme

### Typologie
Au 1er janvier 2024, Simandres est catégorisée ceinture urbaine, selon la nouvelle grille communale de densité à sept niveaux définie par l'Insee en 2022.
Elle est située hors unité urbaine. Par ailleurs la commune fait partie de l'aire d'attraction de Lyon, dont elle est une commune de la couronne,. Cette aire, qui regroupe 397 communes, est catégorisée dans les aires de 700 000 habitants ou plus (hors Paris),.

### Occupation des sols
L'occupation des sols de la commune, telle qu'elle ressort de la base de données européenne d’occupation biophysique des sols Corine Land Cover (CLC), est marquée par l'importance des territoires agricoles (75,1 % en 2018), en diminution par rapport à 1990 (76,3 %). La répartition détaillée en 2018 est la suivante : 
terres arables (59,4 %), forêts (15,9 %), zones agricoles hétérogènes (15,1 %), zones urbanisées (6,9 %), milieux à végétation arbustive et/ou herbacée (2,1 %), prairies (0,6 %). L'évolution de l’occupation des sols de la commune et de ses infrastructures peut être observée sur les différentes représentations cartographiques du territoire : la carte de Cassini (XVIIIe siècle), la carte d'état-major (1820-1866) et les cartes ou photos aériennes de l'IGN pour la période actuelle (1950 à aujourd'hui).

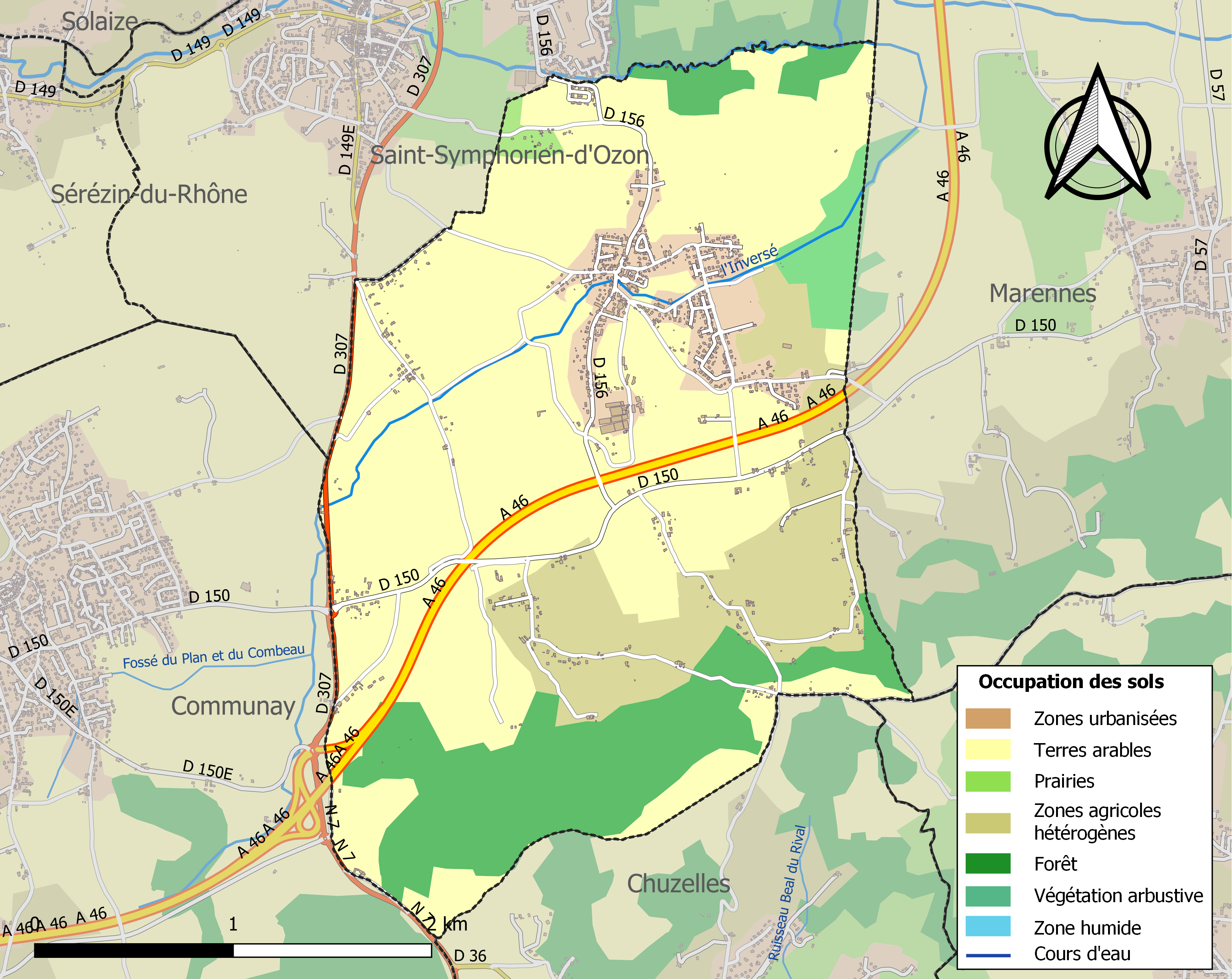
Carte des infrastructures et de l'occupation des sols de la commune en 2018 (CLC).

## Histoire

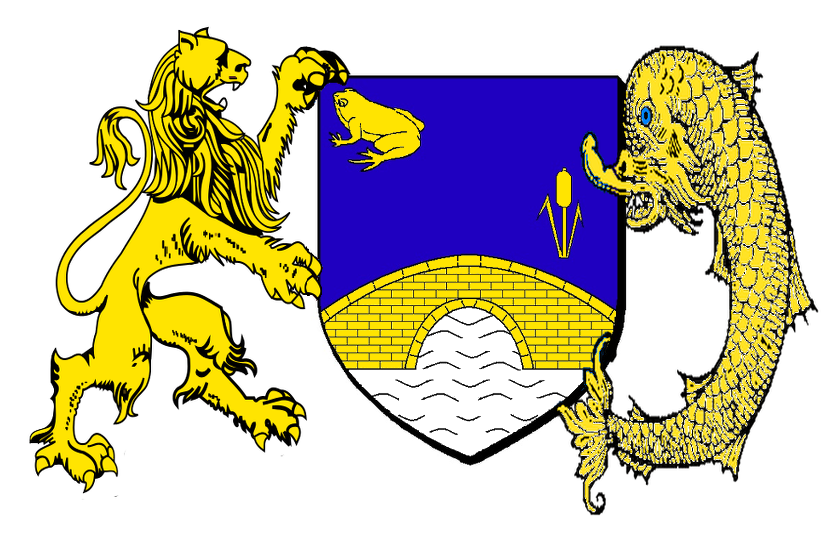
Les armoiries de Simandres.

- 1343 - Rattachement de Simandres au Dauphiné, traité confirmé en 1349.
- 1801-1967 - Simandres appartient au département de l'Isère.
- 1968 - Passage du département de l'Isère à celui du Rhône.
- La commune accueille une antenne du Bureau pour le développement des migrations dans les départements d'outre-mer (Bumidom) à compter de 1968.
- 1997 - Adhésion de Simandres à la communauté de communes du Pays d'Ozon.

## Voir aussi

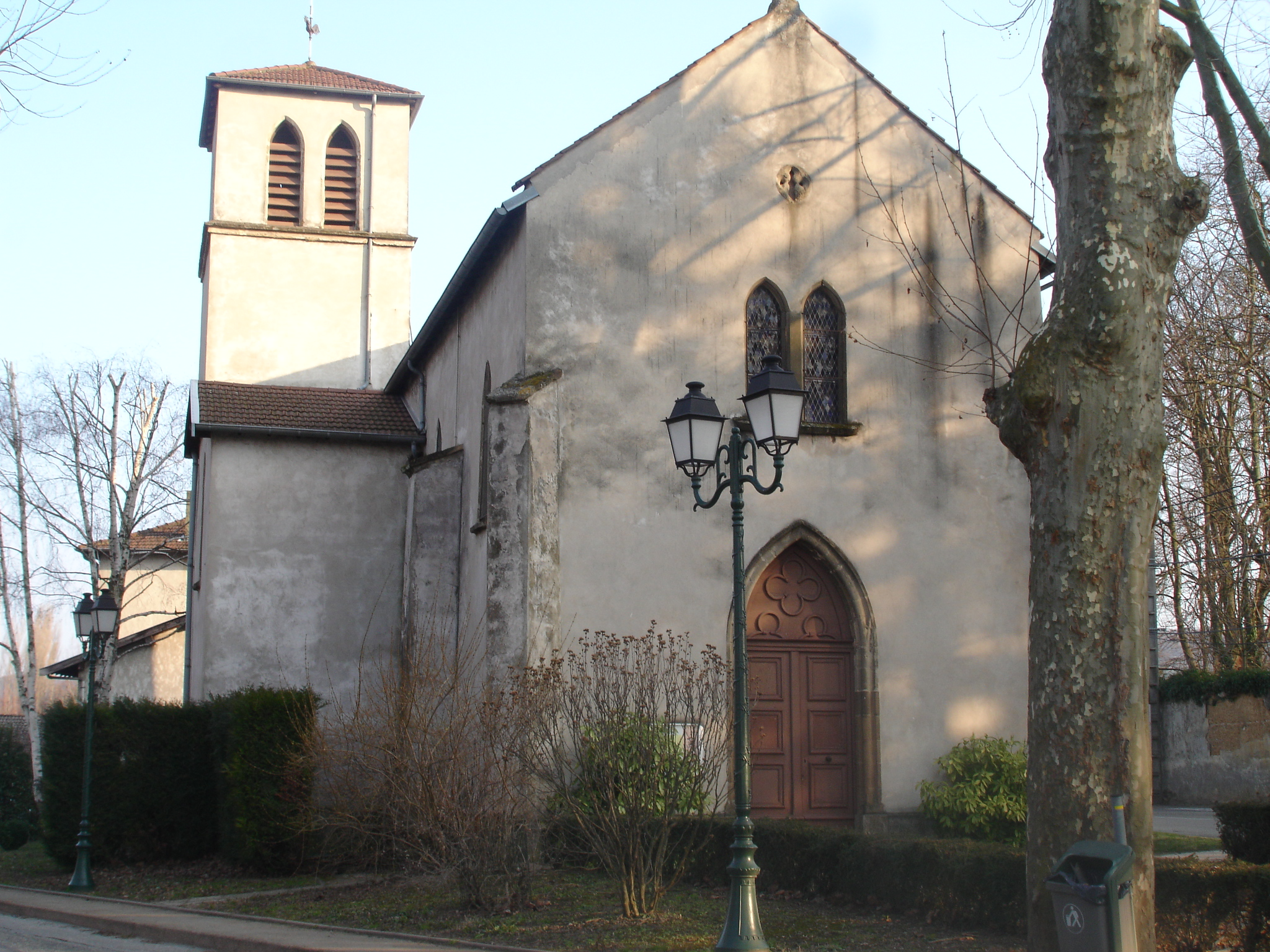
L'Église de la Nativité-Notre-Dame

## Héraldique
| Blason de Simandres | Blason  | D'azur au pont d'une arche d'or, maçonné de sable sur une rivière d'argent mouvant de la pointe, surmonté au chef dextre d'une grenouille d'or et à senestre d'un roseau à massette du même. |
| Blason de Simandres | Détails | Le statut officiel du blason reste à déterminer. |

## Politique et administration
| Période                                  | Période  | Identité       | Étiquette  | Qualité                                |
| ---------------------------------------- | -------- | -------------- | ---------- | -------------------------------------- |
| Les données manquantes sont à compléter. |          |                |            |                                        |
| 1981                                     | 1995     | Pierre Luizet  | Socialiste |                                        |
| juin 1995                                | 2020     | José Rodriguez | SE / DVG   | artisan (réélu en 2001, 2008, et 2014) |
| 2020                                     | En cours | Michel Boulud  | SE         | fonctionnaire de catégorie B           |

## Démographie
L'évolution du nombre d'habitants est connue à travers les recensements de la population effectués dans la commune depuis 1793. Pour les communes de moins de 10 000 habitants, une enquête de recensement portant sur toute la population est réalisée tous les cinq ans, les populations de référence des années intermédiaires étant quant à elles estimées par interpolation ou extrapolation. Pour la commune, le premier recensement exhaustif entrant dans le cadre du nouveau dispositif a été réalisé en 2007.

En 2022, la commune comptait 1 886 habitants, en évolution de +6,61 % par rapport à 2016 (Rhône : +3,93 %, France hors Mayotte : +2,11 %).
| 1793 | 1800 | 1806 | 1821 | 1831 | 1836 | 1841 | 1846 | 1851 |
| ---- | ---- | ---- | ---- | ---- | ---- | ---- | ---- | ---- |
| 306  | 302  | 329  | 395  | 496  | 524  | 506  | 493  | 510  |

| 1856 | 1861 | 1866 | 1872 | 1876 | 1881 | 1886 | 1891 | 1896 |
| ---- | ---- | ---- | ---- | ---- | ---- | ---- | ---- | ---- |
| 480  | 503  | 447  | 454  | 428  | 415  | 410  | 393  | 395  |

| 1901 | 1906 | 1911 | 1921 | 1926 | 1931 | 1936 | 1946 | 1954 |
| ---- | ---- | ---- | ---- | ---- | ---- | ---- | ---- | ---- |
| 376  | 356  | 345  | 318  | 332  | 316  | 318  | 273  | 342  |

| 1962 | 1968 | 1975 | 1982 | 1990  | 1999  | 2006  | 2007  | 2012  |
| ---- | ---- | ---- | ---- | ----- | ----- | ----- | ----- | ----- |
| 390  | 429  | 636  | 782  | 1 044 | 1 258 | 1 478 | 1 509 | 1 692 |

| 2017  | 2022  | - | - | - | - | - | - | - |
| ----- | ----- | - | - | - | - | - | - | - |
| 1 812 | 1 886 | - | - | - | - | - | - | - |